# Невідома Україна (видавнича серія)
Видавнича серія «Невідома Україна» — соціально-просвітницький проект, заснований у 2006 році Інформаційно-аналітичною агенцією «Наш час».
Місія проекту — в науково-популярній формі розкрити забуті або й непізнані сторінки з української історії та культури, сакрального мистецтва, науки і техніки, життя та творчості видатних особистостей. Видання спрямовані на розвиток національної самоідентифікації, ліквідацію «білих плям» у суспільній свідомості.

## Книги серії. 2010 рік

### «Українське Полісся. Те, що не забувається»
Автор: Лідія Григорівна Орел. Рік видання: 2010.
Автор книги — знавець Полісся, учасниця численних чорнобильських експедицій, етнограф, старший науковий співробітник Національного музею народної архітектури та побуту. Видання розповідає про суперечливий і загадковий краї української Півночі, зокрема про історію поліських територій, про особливості архітектури, фольклору, народних ремесел, менталітету місцевого населення.
Дослідження охоплює не лише територію України за сучасним адміністративно-територіальним поділом, а й — у контексті історії — поліські землі на сучасних теренах Польщі, Білорусі й Росії. Автор висловлює свої міркування щодо створення музею «Чорнобиль» у Києві, подає експедиційні матеріали, зібрані у зоні відчуження та відселення, а також від переселенців після аварії на ЧАЕС. Видання присвячене 25-річчю Чорнобильської трагедії. 

### «Таємниці письменницьких шухляд»
Автори: Станіслав Цалик, Пилип Селігей. Рік видання: 2010, перевидана у 2011.
Автори розкривають панораму літературного побуту в Радянській Україні, пропонують зазирнути за лаштунки тогочасного письменницького життя, виявляють його «непарадний» бік і потаємні пружини. Ідеться про стосунки митців із владою, колегами по перу та сусідами по Роліту, вивищення «провідних» і цькування «невгодних» письменників, вияви заздрощів і випадки плагіату, сприятливий або несприятливий вплив побуту й перипетій особистого життя на художню творчість. Автори будують дослідження як захопливий детектив: розглядають різні версії, зіставляють суперечливі факти й свідчення, намагаються розкрити таємниці радянського літпроцесу.

## Книги серії. 2009 рік

### «Величне тло для подвигів. Архітектура у літературі та фольклорі XVI–XVIII ст.»
Автор: Катерина Липа. Рік видання: 2009.
Кожний із розділів цієї книги присвячений одному літературному твору, і, відповідно, згаданим у ньому пам'яткам фортифікаційного мистецтва. Серед них — загальновідомі фортеці Кам’янця-Подільського, Хотина, Острога, Почаєва чи Білгород-Дністровського, так і маловідомі широкому читацькому загалові оборонні споруди Сатанова, Жванця, Кременця, Теребовлі та інших міст.

### «Гетьманські могили»
Автор: Сергій Сегеда. Рік видання: 2009.
Виважена наукова розвідка долі могил людей, якими ті, хто вважає себе українцями, могли б пишатися. Прізвища у змісті дають відчуття певної картини доби. Точніше, трьох діб: Київської Русі (Нестор Літописець, Ярослав Мудрий, Ярослав Осмомисл), Козаччини (Петро Конашевич-Сагайдачний, Богдан Хмельницький, герої битви під Берестечком, Іван Виговський, Іван Сірко, Петро Дорошенко, Дем’ян Многогрішний, Іван Мазепа) та сутінків Гетьманщини (Іван Скоропадський, Кость Гордієнко, Данило Апостол, Кирило Розумовський, Петро Калнишевський).

### «Таємні організації: масонський рух в Україні»
Автор: Оксана Крижановська. Рік видання: 2009.
Автор висвітлює сутність, форми та основні результати масонського руху в Україні від заснування у середині XVIII ст. перших його лож до сьогодення. У виданні також йдеться про орден вільних каменярів, його виникнення й історію у країнах Західної та Східної Європи, Російській імперії та США, на тлі якої показано діяльність вітчизняних масонських майстерень. Такий підхід до висвітлення проблеми зумовлений тим, що масонство — явище універсальне; у ньому загальне (світове) переважає над окремим (місцевим). Вільні муляри України були якнайтісніше пов’язані з польськими і російськими «братами» та їхньою діяльністю, підтримували орденські й особисті стосунки із західноєвропейськими ложами, передусім — французькими, німецькими та англійськими.

### «Козацьке коріння Миколи Гоголя»
Автор: Тарас Чухліб. Рік видання: 2009.
З нагоди відзначення 200-річчя від народження Миколи Гоголя автор простежує його український родовід. У книзі висвітлено біографії наказного гетьмана Євстафія Гоголя, полкового писаря Миргородського полку Опанаса Гоголя та українського письменника Василя Гоголя-Яновського, а також життєписи інших родичів Миколи Гоголя — козацьких старшин Лизогубів, Забіл, Танських, Трощинських і Косяровських.

## Книги серії. 2008 рік

### «Гетьманські столиці України»
Автор: Віктор Вечерський. Рік видання: 2008.
Книжка присвячена малодослідженому феномену української історії та культури — тим містам, які виконували столичні функції протягом існування української держави у специфічній формі гетьманату — так званої Гетьманщини з 1654 р. до 1782 р. Це автономне державне утворення, що постало в горнилі національно-визвольної війни під проводом Богдана Хмельницького, відіграло провідну роль у формуванні української національної ідентичності.

### «Шлях до Полтави: Україна і Росія за доби гетьмана Мазепи»
Автор: Тарас Чухліб. Рік видання: 2008.
На основі вітчизняних і зарубіжних історіографічних здобутків, новознайдених документів і матеріалів автор висвітлює складні відносини між Українським гетьманатом і Московським царством в останні десятиліття XVII — на початку XVIII ст., тобто в добу правління Івана Мазепи.

### «Золотоординські часи на українських землях»
Автор: Михайло Єльников. Рік видання: 2008.
Підґрунтя української народності було закладено в давньоруські часи. Однак і в XIV ст. український етнос ще не був повністю сформований та зазнавав впливу з боку південних сусідів (золотоординської держави). Ці контакти, що мали місце і пізніше, сприяли появі певних традицій в житті обох сторін. Саме тому на сучасному етапі створення концепції української нації є широке і повне вивчення аспектів історичного розвитку території України у XIII — XV ст. Це дозволить більш об’єктивно і науково обґрунтовано поєднати «генезисний» період становлення українства (доба Київської Русі) з власне українською історією пізнього середньовіччя (козацька доба).

### «Світло духовності і культури: з історії Києво-Печерської лаври XVII—XVIII ст.»
Автор: Світлана Кагамлик. Рік видання: 2008.
Видання розповідає про Києво-Печерську лавру у XVII–XVIII ст., коли вона досягла свого найбільшого духовного авторитету і найвищого злету культурно-просвітницької діяльності.

### «Перший іконописець Київської Русі — Аліпій»
Автор: Анатолій Горовий. Рік видання: 2008.
Видання присвячено Аліпію — монаху, який жив та творив у Києво-Печерському монастирі, і відомий нам як геній-маляр та перший іконописець Київської Русі.

### «Українці на венеційській бієнале: сто років присутності»
Автор: Олег Сидор-Гібелинда. Рік видання: 2008.
Автор висвітлює історію найвідомішого у світі фестивалю мистецтв — Венеційської бієнале, у дзеркалі якої, в свою чергу, відбилася складна та суперечлива історія образотворчого мистецтва XX століття. З самого початку її існування українські митці були її найактивнішими учасниками — як на рівні приватної участі (Рєпін, Мурашко, Архипенко), так і в складі окремих угруповань (бойчукісти), і лише останні кілька років — в контексті національного представництва, часто викликаючи суперечки та захоплення.

### «Наукова спадщина Олега Ольжича»
Автори: Михайло Відейко, Сергій Кот. Рік видання: 2008.
Постать Олега Ольжича по праву вважається символом цілого покоління української молоді, яке вийшло на арену життя у 20-х — 30-х роках XX ст. і щиро та беззастережно присвятило себе українській ідеї та боротьбі за відновлення незалежної української держави. Його творчий шлях, кожна година, хвилина та секунда життя й діяльності були спрямовані на служіння своєму народові, служіння віддане та свідоме, без огляду на власні інтереси, можливу кар’єру та цілком реальні небезпеки.

### «Омріяна країна дітей Одина»
Автор: Юрій Глушко. Рік видання: 2008.
Коротка історія заселення теренів України готами 2–4 ст. н.е., коли формувався ранній слав'янський етнос. Згідно з давніми джерелами, на території сучасної України, в районі Дніпропетровської та Запорізької областей остготи побудували свою столицю Данпарстад (біля сучасного поселення Башмачка), на території Криму остготи створили своє королівство, яке включало такі фортеці, як Мангуп, Чуфут-Кале, Бакла.

### «Нариси військової історії України. Сумський слобідський козацький полк 1659-1765 рр.»
Автор: Олег Корнієнко. Рік видання: 2008.
Книгу присвячено малодослідженій сторінці історії одного з п'яти слобідських полків. Утворені на засадах полково-сотенного устрою та козацького самоврядування, слобідські полки були автономними формуваннями у складі Московської держави, що безпосередньо підпорядковувалися царському уряду. Видання приурочено до 350-річчя утворення Сумського козацького полку (1659-1765). 

## Книги серії. 2007 рік

### «Українські монастирі»
Автор:Віктор Вечерський. Рік видання: 2007, перевидана у 2008.
Книжка присвячена українським монастирям як прадавнім центрам духовності, культури, освіти нашого народу, а також як видатним архітектурним ансамблям, з якими пов'язана історія України та окремих її регіонів. Розповідається про основні правила заснування, будівництва та устрою християнських монастирів, про їх благодійницьку та культурну працю, про руйнування монастирських ансамблів за часів тоталітарного режиму у XX ст., про їх сьогоднішнє відродження.

### «Українські дерев'яні храми»
Автор: Віктор Вечерський. Рік видання: 2007.
Ця книжка розповідає про історико-мистецький феномен всесвітньо-історичного значення, який, на жаль, невблаганно відходить у минуле просто на очах нашого покоління, — українську дерев'яну архітектуру — та про її найвище досягнення — український дерев'яний храм. За висновками авторитетних учених із різних країн (Баністер Флетчер, Девід Бакстон, Йозеф Стржиґовський та інші), українське дерев’яне церковне зодчество не має аналогів у народів світу. Не схоже воно, зокрема, й на те, що є в сусідів — поляків, словаків, росіян.

### «Під захистом мурів»
Автор: Катерина Липа. Рік видання: 2007.

### «Льодовики, мамонти та первісні люди: Україна мільйон років тому»
Автор: Вадим Степанчук. Рік видання: 2007.

### «Шляхами трипільського світу»
Автор: Михайло Відейко. Рік видання: 2007.

#### «Голодомор 1932–1933 рр. як геноцид: труднощі усвідомлення»[Архівовано5 березня 2016 уWayback Machine.]
Автор: Станіслав Кульчицький. Рік видання: 2007.
На підставі багатьох документів і свідчень автор встановлює, що Голодомор 1932-1933 рр. в українському селі являв собою результат замаскованої під хлібозаготівлі каральної акції з вилучення у селян всього наявного у них продовольства. В книзі доведено, що Сталін застосував цю терористичну акцію в ситуації гострої кризи і голоду в багатьох регіонах СРСР, які були наслідком здійснюваної Кремлем прискореної «революції згори». Книга допомагає усвідомити, що терор голодом у поєднанні з репресіями проти безпартійної української інтелігенції та членів КП(б)У мали на меті попередити соціальний і політичний вибух в найбільшій національній республіці.

## Книги серії. 2006 рік

### «Київське вікно у Всесвіт»
Автори: Л. Казанцева, В. Кислюк. Рік видання: 2006, Перевидана у 2007 році.
У книзі досліджується в хронологічному порядку історія розвитку астрономії у Києві від архаїчних часів до сьогодення. Книга містить розповідь про астрономічні уявлення наших пращурів, зафіксовані в археологічних знахідках (архаїчна астрономія) та свідченнями літописців (літописна астрономія). Звертається увага на єретичну астрономію середніх віків, пожвавлення інтересу до астрономії в епоху Відродження, зародження телескопічної астрономії та виникнення перших астрономічних обсерваторій у Європі та на території теперішньої України.